# Thaumatolpium longesetosum
Thaumatolpium longesetosum är en spindeldjursart som beskrevs av Beier 1964. Thaumatolpium longesetosum ingår i släktet Thaumatolpium och familjen Garypinidae. Inga underarter finns listade i Catalogue of Life.